# Statul Katsina
Katsina este un stat  în Nigeria. Reședința sa este orașul Katsina.